# Phantastik-Autoren-Netzwerk
Das Phantastik-Autor*innen-Netzwerk e. V. (abgekürzt PAN), ursprünglich gegründet als Phantastik-Autoren-Netzwerk e. V., ist ein gemeinnütziger Verein zur Förderung des literarischen Genres der deutschsprachigen Phantastik. Er ist Mitgliedsverband der Deutschen Literaturkonferenz.

## Organisation und Mitgliedschaft
Der Verein verzeichnet inzwischen über 500 Mitglieder (Stand 15. April 2025), die sich aus Nachwuchs-, Voll und Fördermitgliedern zusammensetzen. Mitglieder gibt es nicht nur aus Deutschland, Österreich und der Schweiz, sondern zahlreichen anderen Ländern. Eine ordentliche Mitgliedschaft erfordert außer der Volljährigkeit mindestens zwei phantastische fiktionale Veröffentlichungen, die im Original deutschsprachig veröffentlicht sind. Seit 2017 zählen auch Selbstpublikationen. Einen Antrag auf Nachwuchsmitgliedschaft kann jeder stellen. Darüber hinaus gibt es zahlreiche Fördermitglieder, zu denen z. B. Verlage gehören. Über die Aufnahme entscheidet ein Gremium, bestehend aus dem Vorstand und weiteren ordentlichen Mitgliedern. Der Verein hat seinen Sitz in Dillingen/Saar.
Mit Syndikat, Mörderische Schwestern und DeLiA zählt das Netzwerk zu den Autorenvereinigungen Deutschlands, die sich einem bestimmten Genre widmen.

## Geschichte

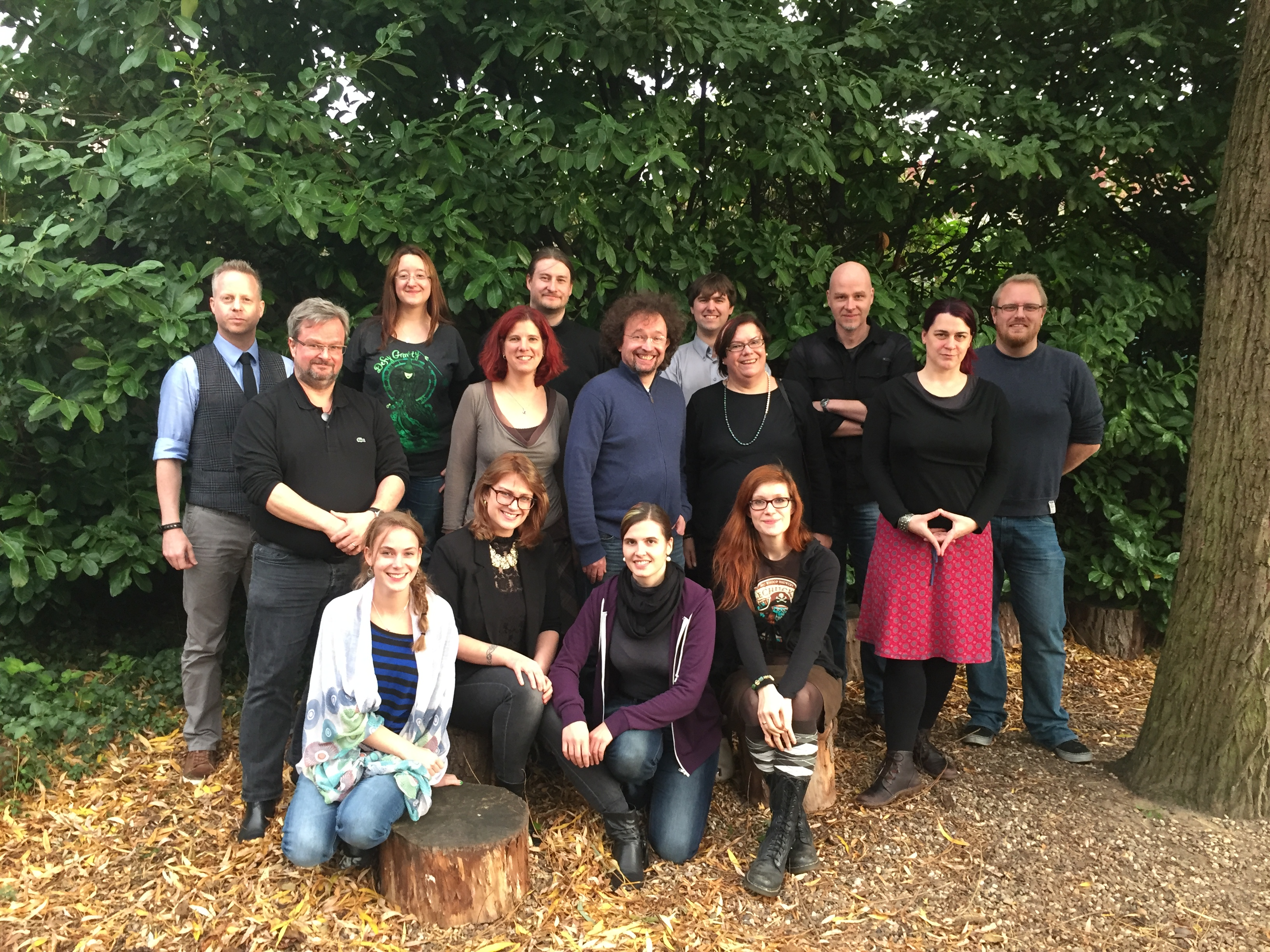
Die Gründungsmitglieder des Phantastik-Autoren-Netzwerks

Dreizehn Autoren, die deutschsprachige Phantastik schreiben, darunter Diana Menschig, Lena Falkenhagen, Bernhard Hennen, Kai Meyer, Alessandra Reß, Ju Honisch, Carsten Steenbergen und Judith C. Vogt, gründeten den Verein als Phantastik-Autoren-Netzwerk (PAN) e. V. am 15. November 2015 in Köln. Zwei weitere Gründungsmitglieder waren ein Buchhändler und ein Lektor. Einer der Auslöser war laut Menschig ein Konflikt zwischen der Bonnier-Verlagsgruppe und Amazon, in dem der Buchverkauf der Verlagsgruppe seitens Amazon manipuliert und boykottiert wurde. Dazu positionierte sich die Krimiautorenvereinigung Syndikat mit einem offenen Brief. Phantastikautoren waren innerhalb der Auseinandersetzung kaum sichtbar vertreten, jedoch gleichermaßen betroffen. Daher sollte das Phantastikgenre eine Institution erhalten, die der phantastischen Literatur und ihren Autoren als Autorenvereinigung eine Stimme verleiht, sowohl am Markt als auch in der Literaturszene.
Von Beginn an waren die PAN-Branchentreffen der Phantastik als Plattform des Austausches sowohl innerhalb des Netzwerkes als auch darüber hinaus geplant. So wurde 2017 die VDI/VDE Innovation + Technik GmbH als Sponsor für das Branchentreffen in Berlin gewonnen und war mit einem Vortrag und Workshops vertreten. Im gleichen Jahr entstand über eine Diskussionsrunde mit Olaf Zimmermann, Geschäftsführer des Deutschen Kulturrats, seitens PAN der Wunsch, sich mehr in das kulturpolitische Geschehen einzubringen. Der Antrag und die Aufnahme in die deutsche Literaturkonferenz, der Sektion Literatur im Deutschen Kulturrat, erfolgte im April 2018. PAN ist der erste und bisher einzige Verein innerhalb des Verbandes, der sich einem bestimmten Genre widmet (Stand 24. Juli 2019). Im Rahmen der Mitgliederversammlung 2023 wurde dafür gestimmt, PAN auf Phantastik-Autor*innen-Netzwerk umzubenennen, was dann im Rahmen der Mitgliederversammlung 2024 satzungsgemäß beschlossen wurde.

## PAN-Branchentreffen der Phantastik
Seit 2016 veranstaltet der Verein einmal jährlich das PAN-Branchentreffen der Phantastik. Dazu gibt es Vorträge, Interviews, Podiumsdiskussionen und Workshops mit Beiträgen aus dem Literaturbetrieb und der Phantastik aber auch aus fachfremden Gebieten wie Wirtschaft, Medizin oder Archäologie. Bisherige Themen waren:
- Die deutschsprachige Phantastik: Kulturgut – oder doch nur gut? (2016)
- Per Anhalter durch die Phantastik – inhaltliche und mediale Grenzen überschreiten (2017)
- Träumen Androiden von Freiheit? Über Gesellschaft und Politik in der Phantastik (2018)
- Eine Welt ist nicht genug – Weltenbau und Gesellschaftsentwürfe in der Phantastik (2019)[14][15][16]
- 2020 und 2021 coronabedingter Ausfall der Branchentreffen
- 2023 fand das PAN-Branchentreffen im Rahmen der MetropolCon in Berlin statt.[17]
- 2025 fand das PAN-Branchentreffen unter dem Motto Welten erschaffen um die Welt zu retten im Rahmen der Leipziger Buchmesse statt.[18]

## PAN-Stipendium
- Im Frühjahr 2021 schrieb PAN zum ersten Mal Förderstipendien für Phantastikautoren aus. Diese Stipendien wurden 2021 in den Kategorien Debüt, Roman und Science-Fiction ausgeschrieben.[19]
- 2022 erweiterte PAN seine Förderstipendien um die Kategorie Kinder- und Jugendbuch. Zu den Standardkategorien Debüt und Roman wurde diesmal die Sonderkategorie Phantastischer Krimi ausgeschrieben.[20]
- 2023 wurde neben den Hauptkategorien die Sonderkategorie Climate Fiction ausgeschrieben.[21] Die Verleihung der Stipendien fand im Rahmen der Frankfurter Buchmesse statt[22].
- 2024 wurde die Sonderkategorie Horror ausgeschrieben.[23]
- 2025 wurde die Sonderkategorie Cozy Fantasy ausgeschrieben.[24]

## Weitere Projekte und Aktivitäten (Auszug)
- Im Oktober 2016 beteiligte sich PAN an dem von Nina George initiierten Projekt Netzwerk Autorenrechte.[25]
- 2017 übernahm PAN die langjährig durch die WerkZeugs Kreativ KG betreute Phantastik-Lounge auf der Leipziger Buchmesse.[26] Dabei bildet die Lounge sowohl einen Rückzugsort für Autoren als auch eine Möglichkeit, sich mit dem phantastischen Fachpublikum auszutauschen. Die Lounge-Fläche wird PAN von der Buchmesse bis 2019 zur Verfügung gestellt.[27]
- Im Oktober 2017 initiierte PAN gemeinsam mit Literaturschock die Phantastik-Bestenliste, eine monatliche Bestenliste mit den 10 besten Neuerscheinungen aus den unterschiedlichen Subgenres der Phantastik. Das Projekt wurde später an Literaturschock übergeben.[28][29]
- Seit Anfang 2018 veranstaltet PAN für tor-online.de, die Onlinepräsenz von Fischer Tor, Ausschreibungen für Kurzgeschichten und stellt dafür auch die Jury. So erscheint zyklisch eine PAN-Story des Monats.[30]
- Am 12. Oktober 2018 organisierte PAN mit der Frankfurter Buchmesse am Fachbesuchertag eine zweistündige Science-Fiction-Lounge.[31][32] Bei der Diskussion wurde über Frauen in der Science-Fiction-Literatur debattiert.[33] Anlass war der Tod von Ursula K. Le Guin.[34]
- Im Rahmen des vierten Phantastik-Branchentreffens veranstaltete PAN am 25. April 2019 in Köln unter dem Titel 1. Phantastische Lesenacht eine Lesung mit acht seiner Mitglieder, unter anderem C.E. Bernhard, Stefanie Hasse, Bernhard Hennen, Tommy Krappweis und Kai Meyer.[35]
- Nachdem die Leipziger Buchmesse 2020 aufgrund des Corona-Virus nicht stattfinden konnte, engagierte sich PAN bei Online-Aktionen, besonders um Kleinverlage und Autoren zu unterstützen. Mit #bücherhamstern wurde eine Aktion gestartet, die national und International für Aufsehen sorgte.[36]
- Seit 2020 ist PAN einer der Hauptsponsoren des Phantastik-Literaturpreises Seraph. Dadurch ist seit 2020 jede Kategorie des Preises dotiert. Die Preisverleihung 2020 fand aufgrund des Ausfalls der Leipziger Buchmesse in einem Twitch-Livestream statt, moderiert von Tommy Krappweis.
- Im Sommer 2021 wählte das PAN zum ersten Mal einen Vorstand per Briefwahl, nachdem die Covid-Pandemie eine reguläre Vorstandssitzung unmöglich machte. Im Zuge dessen wurde Isa Theobald zur neuen ersten Vorsitzenden gewählt, nachdem Diana Menschig sich nicht erneut zur Wahl gestellt hatte und nun dem erweiterten Vorstand angehört.[37]
- Seit 2023 unterstützt PAN die Leipziger Buchmesse bei der Hallen- und Eventplanung.
- 2024 fanden auf der Frankfurter Buchmesse zahlreiche genre- und verbandsübergreifende Diskussionen statt, die von PAN moderiert wurden. Mitwirkende waren unter anderem der Selfpublisher-Verband, DELIA, VdÜ und der VFLL
- 2025 fand erstmals das Branchentreffen der Phantastik im Rahmen der Leipziger Buchmesse statt.
- Im August 2025 feierte PAN sein 10jähres Bestehen im Rahmen der Krähenfee auf Burg Linn, wo unter anderem auch der Krefelder Preis für Fantastische Literatur an PAN-Mitglied Theresa Hannig verliehen wurde. Verschiedene Punkte im Rahmenprogramm wurden von PAN organisiert und gesponsert. Dort fand auch die Mitgliederversammlung des Vereins statt, bei der Eleanor Bardilac zur neuen ersten Vorsitzenden gewählt wurde, nachdem sich Isa Theobald nicht nochmals zur Wahl stellte.[38][39]